# 浦上宗景
浦上 宗景（うらがみ むねかげ）は、戦国時代から安土桃山時代にかけての武将。備前国の戦国大名。

## 生涯

### 備前の支配者へ
父の村宗が享禄4年（1531年）の大物崩れで戦死した後、幼少の兄政宗が家督を相続していたが、天文20年（1551年）の尼子晴久の備前侵攻への対応をめぐって兄と意見が分かれた宗景は、尼子氏の脅威にさらされている国衆と団結して独自の体制を構築し、尼子氏に与する兄と袂を分かった。
天文23年（1554年）頃、天神山城で旗揚げした宗景は、安芸国の毛利元就と同盟し、毛利氏やこれに従う備中国の三村家親の援軍を得ると、各地で政宗・尼子連合軍を撃破し、永禄3年（1560年）頃には政宗の勢力を備前東部から駆逐して備前の支配権を握った。

### 毛利との決別、戦国大名へ
この段階では、毛利氏の庇護下にあって内政でも介入を受けていたため未だ自立した戦国大名とはいいがたかった。北隣の美作国への勢力拡大に動き出した三村氏と軋轢が生じると、永禄6年（1563年）5月頃、国内で弱体ながらもなお勢力を保っていた兄政宗と和睦した宗景は、三村家親と戦闘に突入。同年12月までには毛利氏とも断交して戦国大名として自立する。
永禄7年（1564年）、政宗とその嫡男清宗が赤松政秀（または赤松晴政）に殺害されて誠宗（清宗の弟）が跡を継ぐ一方、宗景は明善寺合戦での勝利などを経て永禄10年（1567年）に備前から三村・毛利の勢力を一掃すると、誠宗を暗殺して惣領の地位に立つ。永禄11年（1568年）には有力国人の松田氏を滅ぼし、瀬戸内海の児島を除く備前全域と美作東南部に版図を拡大させた。
ただ、それまでの合戦で大きな軍功を上げた宇喜多直家やその家臣の岡氏・長船氏は独立性が強く、宗景との関係は軍事的に従属しつつもあくまで同盟相手という形だったようで、大名―家臣といった主従関係とは言い難かった。
それでも宗景は、宇喜多領の重要な水運拠点に直轄地を多く設けて代官を置くなどして直家の領内統治を制約し、北の美作に勢力を伸張していっても宇喜多氏の所領は西備前の周辺程度に留め、美作は在地の沼本氏や菅納氏らの所領のままとしており、宇喜多の勢力は今日誤伝されているような「主家を凌ぐ」ほどではなく、あくまで浦上氏に従属するのものに過ぎなかった。しかし、直家は松田氏の旧領の一部や家臣などを取り込んで備前国内における影響力を増し、そのことは宗景に後々不利に働くこととなる。

### 幕府方との戦、宇喜多直家の離反と帰参
永禄12年（1569年）、政宗の遺領を吸収して西播磨に侮り難い勢力を築いていた赤松政秀を討つため、宗景は播磨国旧守護家の赤松義祐や赤松則房らの救援を名目に西播磨へ侵攻した。毛利氏に滅ぼされた尼子氏の再興を目指す尼子勝久など反毛利勢力も積極的に支援し、さらに九州の大友宗麟とも同盟して毛利氏への対抗姿勢を露わにする。
宗景の攻撃に耐えかねた赤松政秀は、前年に上洛を果たした将軍足利義昭と織田信長に救援を要請した。8月から9月にかけて宗景は幕府（義昭・信長）の派遣した池田勝正・別所安治の攻撃を受ける。これに内通した宇喜多直家も反旗を翻し、宗景は窮地に立たされた。
しかし、幕府方は播磨の城を数ヶ所攻め落とすとすぐに撤退し、逆に宗景は赤松政秀の龍野城を追い詰めて11月に降し、政秀の版図を手中にする。備前国内に孤立した宇喜多直家は、その年のうちに宗景に謝罪して帰参を許された。
脅威が去ったことから、宗景は翌元亀元年（1570年）に入って西の備中南部に侵攻する。また、出雲国で毛利氏と対抗する尼子勝久への援軍も派遣し、一方で別動隊を東の播磨に向けて赤松則房を支援させ、別所長治の三木城を攻撃する姿勢を取るなど国外への軍事活動を活発化させた。元亀2年（1571年）には三好氏の家老篠原長房と協力して備前児島で毛利氏に勝利し、秋以降、備中の佐井田城・松島城などで毛利・三村の軍勢を撃退している。

### 毛利との和睦、隆盛の頂点
元亀3年（1572年）、大友宗麟との競り合いにけりがついた毛利氏が一丸となって東進して来ると、宗景は足利義昭・織田信長に仲裁を頼んで和睦をはかった。毛利輝元は初めは和議に応じなかったが、10月に講和が成立して双方の城の明け渡しが行われた。
天正元年（1573年）12月、信長の計らいによる別所長治との和解の席で宗景は信長から朱印状を与えられ、備前・播磨・美作3カ国の支配権を認められる。宗景は、ここに旧主赤松氏を凌ぎ、守護職に相当する地位を得て浦上氏隆盛の頂点を見る。
しかしながら、この3カ国の支配権は浦上氏の基盤がない播磨東部の小寺氏や別所氏らも服属させるものであり、宗景は意図せず彼らの反感を買うこととなった。この対立関係に目を付けたのが宇喜多直家で、小寺政職が預る政宗の孫久松丸の備前入りを密かに打診し、政職の承諾を得て宇喜多領へと引き入れている。

### 直家再度の離反
天正2年（1574年）3月、宇喜多直家が久松丸を擁立して再び離反し、備前・美作の各地で宇喜多軍と宗景の直参「天神山衆」が争う。宗景もすぐに外交戦を展開し、備中の三村元親や美作の三浦貞広などを同盟に引き込んだ。しかし、大友宗麟・三好長治へも援軍を要請したものの、これは相手側の事情もあって不調に終わる。久松丸の存在と直家の事前の調略により沼本氏や菅納氏など美作国衆や備前の宗景配下の諸氏の離反が相次ぎ、宗景は苦戦を余儀なくされる。これを傍観していた毛利輝元も、織田信長の「両者の和解を周旋すべし」という要請を無視して宇喜多支援を決定した。
天正3年（1575年）6月、毛利軍は三村元親を攻め滅ぼして「備中兵乱」と呼ばれた一連の戦いを平定して直家支援を本格化させ、宗景は追い詰められる。さらに、宗景は重臣の明石行雄等の離反に遭い、9月には天神山城から宇喜多軍の包囲を掻い潜り脱出して、いったん播磨の小寺政職の下へ退却。その後、宗景は信長の派遣した荒木村重の支援を得て「宇喜多端城」（所在地不明）を奪回し、以後はここに在城した。

### 追放後
天神山城を追われた宗景であったが、家臣全てが直家に寝返ったわけではなく、その後も播磨国を拠点に坪井氏・馬場氏などの旧臣と密に連絡を取り合い、一族の浦上秀宗と共に備前国内でも暗躍して再起の機会をうかがっていた。
宗景は天正5年（1577年）までに何度も上洛して織田信長に拝謁したが、積極的な支援は得られなかったため結局独力で動くこととし、備前に潜伏していた秀宗・坪井・馬場ら反宇喜多勢力を天正6年（1578年）12月頃に一斉蜂起させて自らも播磨から合流し、反乱軍はいったんは天神山城の奪還に成功した。しかし、記録では天正7年（1579年）4月に秀宗や坪井らが播磨へと退去しており、この間に反乱は鎮圧されたものと思われる。備前にわずかに残っていた浦上方勢力は一掃され、宗景の備前復帰は果たせなかった。宇喜多端城をいつ失ったかは不詳。
宗景の晩年については確実な史料は残されておらず、没年も定かではない。天神山記の伝承によると、黒田長政の誘いで筑前国に下向し、出家して同地で70～80余歳で病死したとされる。
宗景の末子成宗は、宇喜多氏に仕える元浦上家臣の高取備中守に預けられ養育されたが、関ヶ原の戦いで備中守が戦死した後は九州に逃げ延び、後に密かに備前へ戻り土着したという伝承も残る。『備前浦上氏の研究』を著した浦上元も成宗の子孫を称している。